# Janjawid

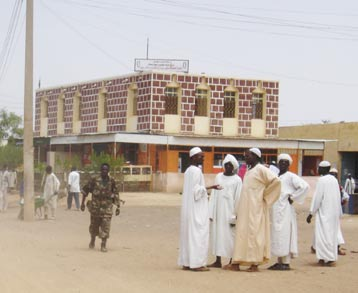
Un milicien Janjawid marchant sur la place du marché de Geneina

Janjawid (prononcé Djandjaouïd, en arabe : جنجويد) est un terme générique pour désigner les miliciens du Darfour, au Soudan, se désignant comme arabes, et encouragées en 2003 par les autorités soudanaises dans le cadre du conflit sanglant au Darfour à terroriser les populations non-arabes de la région.

## Étymologie
Le nom de Janjawid a le sens de hordes en arabe ; sans certitude, on établit une étymologie avec جن djinn (esprit) ou جواد jawad (cheval). Selon la BBC, les Janjawids sont les successeurs des premières milices tribales arabisées, les Murâhilin, qui existaient depuis très longtemps. Les Janjawids, primitivement constitués d’Abbalas, des chameliers, sont aussi renforcés de pasteurs baggâras (éleveurs de vaches) depuis 2004.

## Histoire
Les Janjawids sont des milices levées dans les tribus arabes (arabophones/arabisées) du Tchad et du Darfour, connues pour les massacres, les viols et les déportations qu’elles commettent depuis 2003 au Darfour.
La première apparition des Janjawids remonte à 1988, après la victoire du président tchadien Hissène Habré, soutenu par la France et les États-Unis, sur l’armée libyenne, qui met fin aux visées territoriales du colonel Kadhafi sur le Tchad. L’allié tchadien de la Libye, Acheikh ibn Oumar, se retire avec ses milices arabes au Darfour, où il est accueilli par Moussa Hilal, le nouveau chef des « Arabes » du Nord-Darfour. Hilal avait déjà fourni en armes les miliciens de Saîd. Une incursion franco-tchadienne en territoire soudanais détruit le camp d’ibn Omar, mais ces milices restent armées grâce au soutien des hôtes soudanais, dans la lignée de l’idéologie de suprématie arabe libyenne.
Dans les années 1990, les Janjawids, amalgame de milices arabisées du Tchad et du Darfour, sont tolérés par le gouvernement soudanais, qui les intègre à sa politique régionale de contrôle territorial. La majorité des « Arabes » du Darfour, les Baggâras, ne se sont pas impliqués dans le conflit.
En 1999-2000, confronté aux menaces de rébellion dans le Darfour occidental et septentrional, Khartoum décide d’armer les milices janjawids. Quand l’insurrection prend de l’ampleur en février 2003, conduite par l’Armée de libération du Soudan et le Mouvement pour la justice et l'égalité, le gouvernement soudanais réplique en faisant des Janjawids sa principale force de répression. Encouragées à attaquer et reconquérir les zones tenues par les rebelles au Darfour, les milices janjawids ont utilisé la tactique de la terre brûlée, accompagnée d’atrocités généralisées à l’encontre des civils : massacres, viols et déportations.
Le département d'État américain, soupçonne, depuis 2004, les chefs janjawids de génocide. Le Conseil de sécurité des Nations unies a aussi appelé à un désarmement des milices janjawids.
Début 2006, de nombreux Janjawids ont été intégrés à l’armée soudanaise, aux forces populaires défensives ou aux gardes-frontières. Dans le même temps, les Janjawids ont intégré des Arabes du Darfour oriental, historiquement étrangers à ces milices. Les « Arabes » du Tchad sont, eux, de plus en plus actifs pour obtenir un soutien politique au Tchad, au sein des Forces unies pour le changement.
Moussa Hilâl, à la tête d’une petite mais puissante tribu arabe du Darfour, est suspecté d’être lui-même un chef janjawid par le département d’État,. De même pour Mohamed Hamdân Dogolo alias Hemidti.
Après un accord avec l'Arabie saoudite, le gouvernement soudanais envoie combattre au Yémen un régiment composé essentiellement d'hommes de la milice Janjawid. D'après RFI, ces troupes sont « littéralement décimées » dans les combats contre les Houthis.